# Environmental Research Letters
Environmental Research Letters est une revue scientifique trimestrielle à comité de lecture, en libre accès, couvrant la recherche sur tous les aspects des sciences de l'environnement. Il est édité par IOP Publishing. En 2023, le rédacteur en chef est Daniel Kammen (Université de Californie, Berkeley).

## Résumés et indexation
La revue est indexée et les résumés sont repris dans :
- Chemical Abstracts
- Inspect
- Scopus
- Astrophysics Data System
- CAB Abstracts
- Environmental Science and Pollution Management
- GEOBASE
- GeoRef
- Système international d'information nucléaire